# 迷走神經腦膜支
迷走神經腦膜支（Meningeal branch of vagus nerve）是迷走神經在上神經節高度分出的第一條分支，其神經元細胞本體就位於上神經節裡面。迷走神經腦膜支經由頸靜脈孔進入顱腔，支配顱底後顱窩的硬腦膜。